# Vase de la paix
Le vase de la paix est un vase en marbre sculpté en 1684 par Jean-Baptiste Tuby. Situé sur la terrasse du jardin de Versailles, il fait face au vase de la guerre, sculpté par Antoine Coysevox. Il célèbre les traités d'Aix-la-Chapelle et de Nimègue, qui assurent la paix entre la France, l'Espagne et la Hollande. 

## Description
Le jeune roi Louis XIV, couronné d'olivier, est représenté en majesté. À sa droite, se tient le demi-dieu Hercule et à sa gauche l'allégorie de la Victoire. L'allégorie de la Paix tend un rameau d'olivier à la Hollande, qui invite l'Espagne a s'avancer pour le recevoir tandis que l'Allemagne conserve encore une attitude belliqueuse. L'Histoire tient un caducée et une tablette portant l'inscription « Pace in leges suas confecta Neomagi » en référence au traite de paix de 1679. 
Les anses sont dotées de mascarons de faunes, sculptés en ronde-bosse. 

## Influences
En 1730, le vase fait partie de la série de gravures publiée dans l'ouvrage Versailles immortalisé, de Jean-Baptiste de Monicart.
En 1900, il est le sujet central d'une aquarelle de Gerda Wegener. Une médaille intitulée « Vase de la paix 1685-1686 » est également réalisée par la Maison Arthus-Bertrand.
En 1887, il est immortalisé par le photographe Alfred-Nicolas Normand. Il l'est de nouveau en 1947 par Jean Roubier dans une série de photographies sur les jardins du château de Versailles.